# Richard A. Cohen
Richard A. Cohen (nascido em 1952) é um autor e terapeuta de reorientação sexual americano. Ele é considerado um dos profissionais pioneiros nesse tipo de terapia, realizando palestras e seminários. Sua fundação, International Healing Foundation, vende aulas de tópicos como possíveis causas da atração pelo mesmo sexo e o alegado processo de conversão.
Um homem que se declara ex-gay desde 1987, Cohen vive em Washington, D.C. com sua esposa e três filhos.

## Biografia
Quando tinha seis anos de idade, Cohen era repetitivamente molestado por um amigo de sua família; este fato, segundo ele próprio, alimentou a afeição que ansiava de seu pai. Além disso, alega que reprimiu as memórias de abuso sexual até os trinta anos. Ele era abertamente gay e tinha um namorado enquanto era estudante da Universidade de Boston, mas passou anos sob intensa terapia tentanto mudar sua orientação sexual.
Foi durante a faculdade que ele se tornou um cristão evangélico e, mais tarde, se juntou à Igreja da Unificação, na qual ele passou longos períodos de celibato. Em 1982, ele se casou com uma mulher integrante da mesma Igreja, que ele conheceu através de Sun Myung Moon. Porém, mesmo casado e com filhos pequenos, continuou a sair com um homem em Nova Iorque, durante os três primeiros anos de seu casamento. Cohen descreve esse período de turbulação que o levou a buscar cura de seu passado.